# Helenowo (województwo warmińsko-mazurskie)
Helenowo – osada w Polsce położona w województwie warmińsko-mazurskim, w powiecie elbląskim, w gminie Elbląg. Leży na obszarze Żuław Elbląskich i w pobliżu drogi krajowej nr 7.
W latach 1975–1998 miejscowość administracyjnie należała do województwa elbląskiego.